# Герб Нунавуту
Герб Нунавуту є одним із символів Нунавуту; затверджений в 1999 році.
На круглому золотому щиті герба зображений стародавній кам'яний монумент Інуксук. Його як правило встановлювали в священних місцях, а також щоб вказати мандрівникові дорогу. Кам'яна лампа куллік розташована поруч з монументом і символізує затишок і тепло сімейного вогнища. В блакитному полі увігнута дуга, куди входять п'ять золотих кіл, що уособлює життєстверджуючі властивості сонця, яке, то цілодобово присутнє в полярному небі, то тиждень не з'являється з-за обрію. Розташована над аркою золота зірка, яка називається Полярною здавна служить орієнтиром для мандрівників. Синій і золотий кольори щита символізують багатство цієї землі, море і небо.
Зверху над щитом розташована іглу - ескімоська хатина з затверділого снігу, що символізує Традиційне життя цього народу, і королівська корона, що говорить про рівноправні статус Нунавуту з іншими провінціями Канади.
Щитотримачами виступають карибу (північний канадський олень) ліворуч та нарвал (ссавець ряду "Китоподібні", який живе в північних морях ) праворуч, є частиною багатого природної спадщини цієї землі.
У основі щита проникаючі один в одне зображення суші і холодного, покритого льодом моря. Тут же зображені три найпоширенішіші види арктичних квітів. У самому низу зображена дивізна стрічка з гаслом: «Нунавут - наша земля».